# Nemanja Matić
Nemanja Matić (serbisk kyrilliska: Немања Матић), född 1 augusti 1988 i Šabac i Jugoslavien, är en serbisk fotbollsspelare som spelar för Lyon. Han har även representerat Serbiens landslag. Matić spelar främst som defensiv mittfältare.

## Karriär
Matić spelade i Chelsea mellan 2009 och 2011 och gick därefter till Benfica i en bytesaffär då Chelsea värvade David Luiz. Den 15 januari 2014 blev det klart att Matić återvände till Chelsea. 
Den 31 juli 2017 värvades Matić av Manchester United, där han skrev på ett treårskontrakt med option på ytterligare ett år. Den 6 juli 2020 förlängde Matić sitt kontrakt i klubben med tre år.
Den 14 juni 2022 blev Matić klar för Roma, där han skrev på ett ettårskontrakt. Den 14 augusti 2023 värvades Matić av franska Rennes, där han skrev på ett tvåårskontrakt. Den 27 januari 2024 värvades Matić av Lyon, där han skrev på ett 2,5-årskontrakt.

## Meriter

### Klubb

#### Košice
- Slovak Cup: 2008–09

#### Benfica
- Primeira Liga: 2013–14
- Taça de Portugal: 2013–14
- Taça da Liga: 2011–12
- UEFA Europa League: Runner-up 2012–13

#### Chelsea
- Premier League: 2014–15, 2016-17
- FA Cup: 2009–10
- Engelska Ligacupen: 2014–15

### Individuella
- Primeira Liga Player of the Year: 2012–13
- Serbian Footballer of the Year: 2014, 2015
- SJPF Player of the Month: December 2012, January 2013, April 2013
- Fifa Puskás Award: Runner-up 2013
- Premier League PFA Team of the Year: 2014–15